# Eleutherobia rubra
Eleutherobia rubra is een zachte koraalsoort uit de familie Alcyoniidae. De koraalsoort komt uit het geslacht Eleutherobia. Eleutherobia rubra werd in 1896 voor het eerst wetenschappelijk beschreven door Brundin. 